# Помилкова еквівалентність

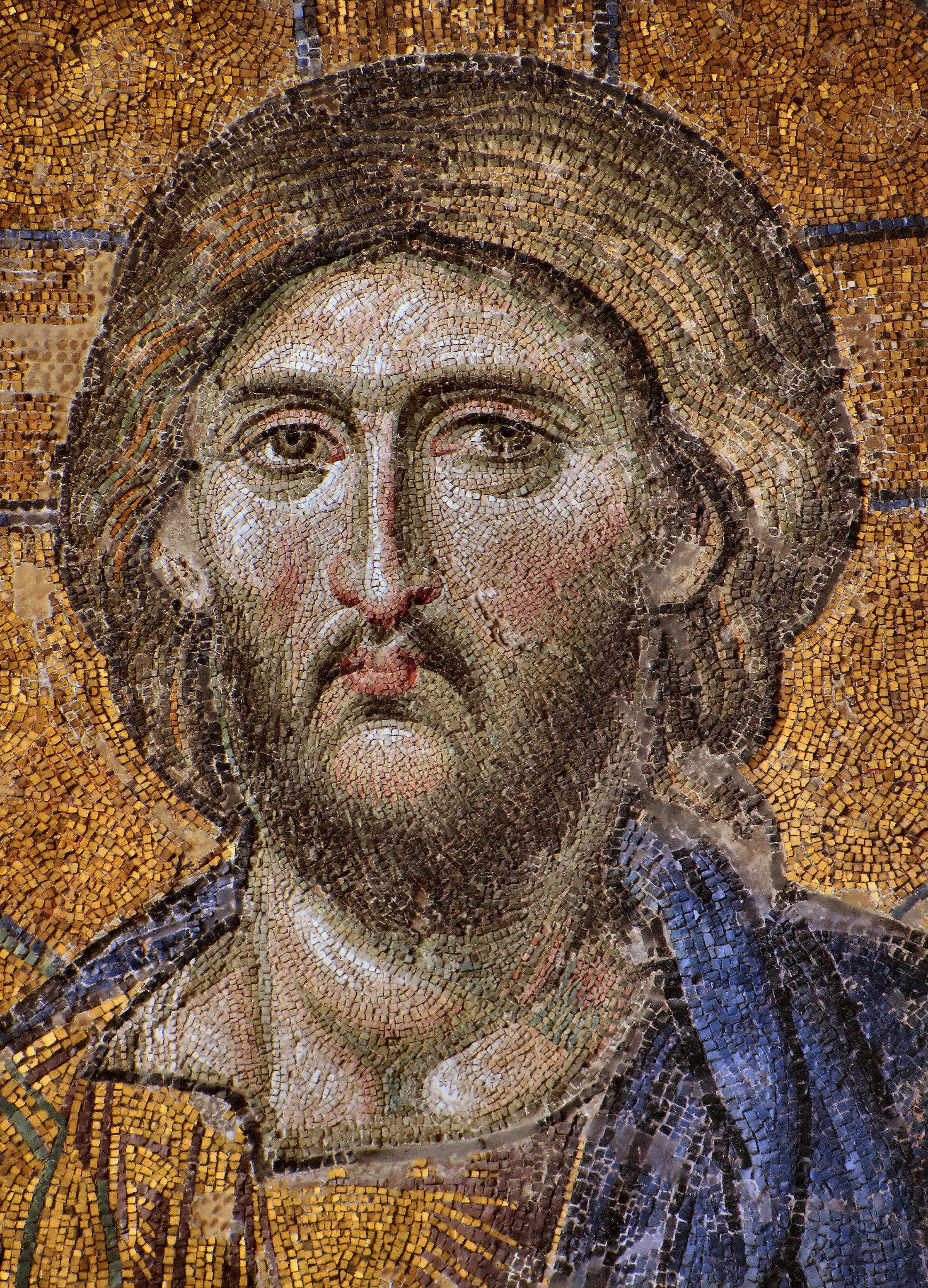
Ісус Христос
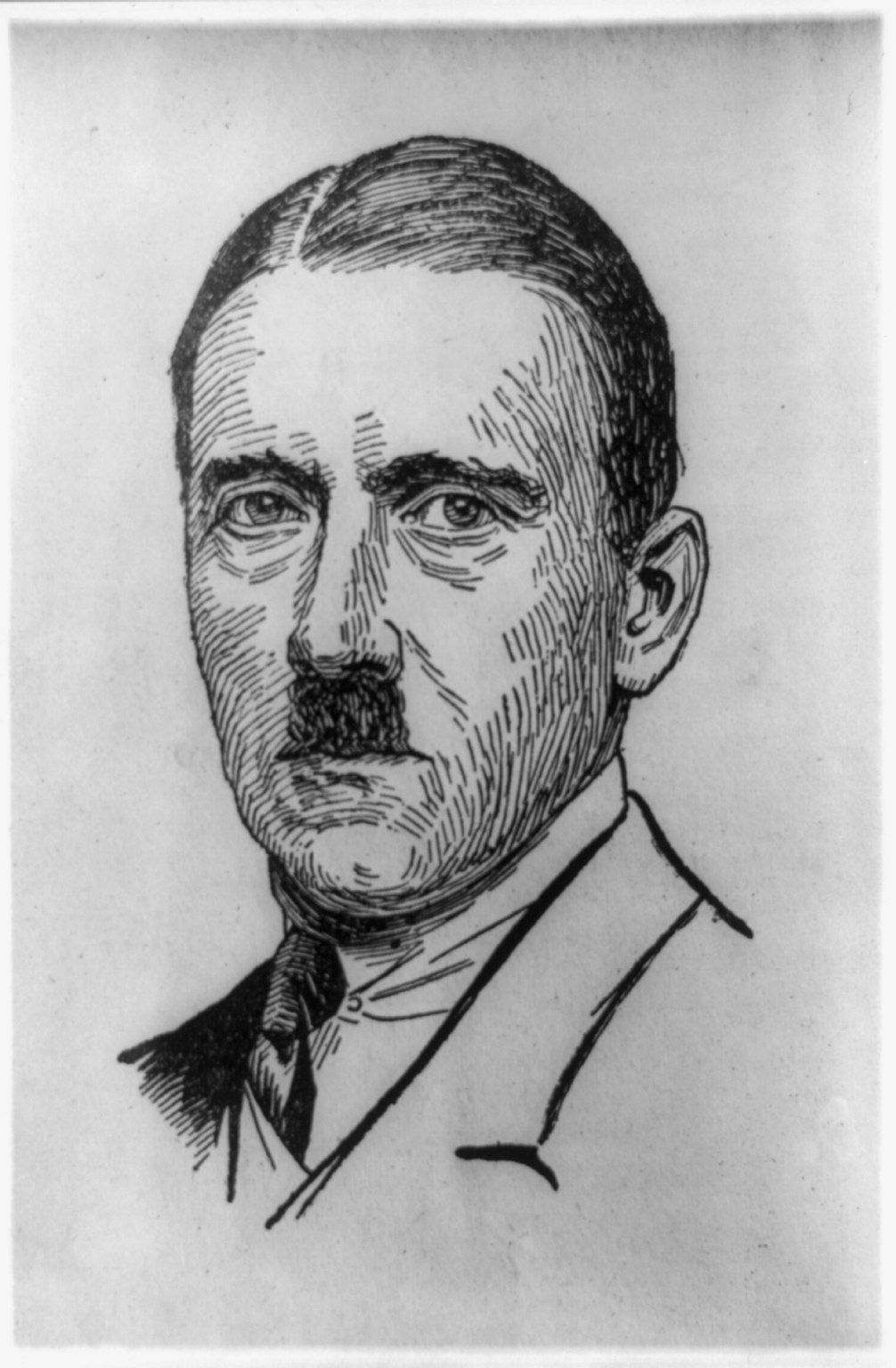
Адольф Гітлер

Помилкова еквівалентність — це логічна помилка, у якій еквівалентність визначається між двома предметами на основі хибних міркувань. Ця помилка класифікується як помилка невідповідності. У розмовній мові хибну еквівалентність часто називають «порівнянням яблук та апельсинів».

## Характеристики
Ця помилка відбувається, коли передбачається, що одна спільна риса між двома суб’єктами демонструє еквівалентність, особливо в порядку величини, коли еквівалентність не обов’язково є логічним результатом. Помилкова еквівалентність є звичайним результатом, коли випадкова подібність вказується як рівність, але твердження про еквівалентність не підлягає розгляду, оскільки подібність ґрунтується на надмірному спрощенні або незнанні додаткових факторів. Шаблон помилки часто такий: «Якщо A — множина c і d, а B — множина d та e, то оскільки вони обидва містять d, A та B рівні». d не обов'язково має існувати в обох множинах; для використання цієї помилки потрібна лише мимохідна подібність.
Аргументи помилкової еквівалентності часто використовуються у журналістиці  і в політиці, де недоліки одного політика можна порівняти з вадами зовсім іншої природи іншого.

## Приклади
Наступні твердження є прикладами хибної еквівалентності:
- Розлив нафти на Deepwater Horizon не більш шкідливий, ніж коли ваш сусід капає трохи масла на землю під час заміни масла в своєму автомобілі.

Порівняння відбувається між речами, які відрізняються на багато порядків: розлив Deepwater Horizon склав 790 млн. літрів нафти; чийсь сусід може пролити половину літра.
- Вони обоє живі тварини, які метаболізують хімічну енергію. Тому немає великої різниці між домашнім котом і домашнім ягуаром.

«Еквівалентність» полягає у факторах, які не мають відношення до придатності тварин як домашніх тварин.

## Негативні причини
Томас Паттерсон із Центру медіа, політики та публічної політики Шоренстайна при Гарвардському університеті написав про хибну еквівалентність, яку використовували ЗМІ під час президентських виборів у США 2016 р.:
| Ліві лапки | Хибні еквівалентності розвиваються у грандіозних масштабах у результаті невпинно негативних новин. Якщо все і всіх зображено негативно, виникає ефект вирівнювання, який відкриває двері для шарлатанів. Історично преса допомагала громадянам розпізнати різницю між серйозним політиком і самозванцем. Сьогоднішні новини стирають відмінність. | Праві лапки |